# Kornzinshaus
Das ehemalige Kornzinshaus in Syke, Amtshof 3, wurde als Zehntscheune 1592 gebaut und ist der älteste Profanbau im Syker Stadtgebiet. 
Das Gebäude steht unter Denkmalschutz.

## Geschichte

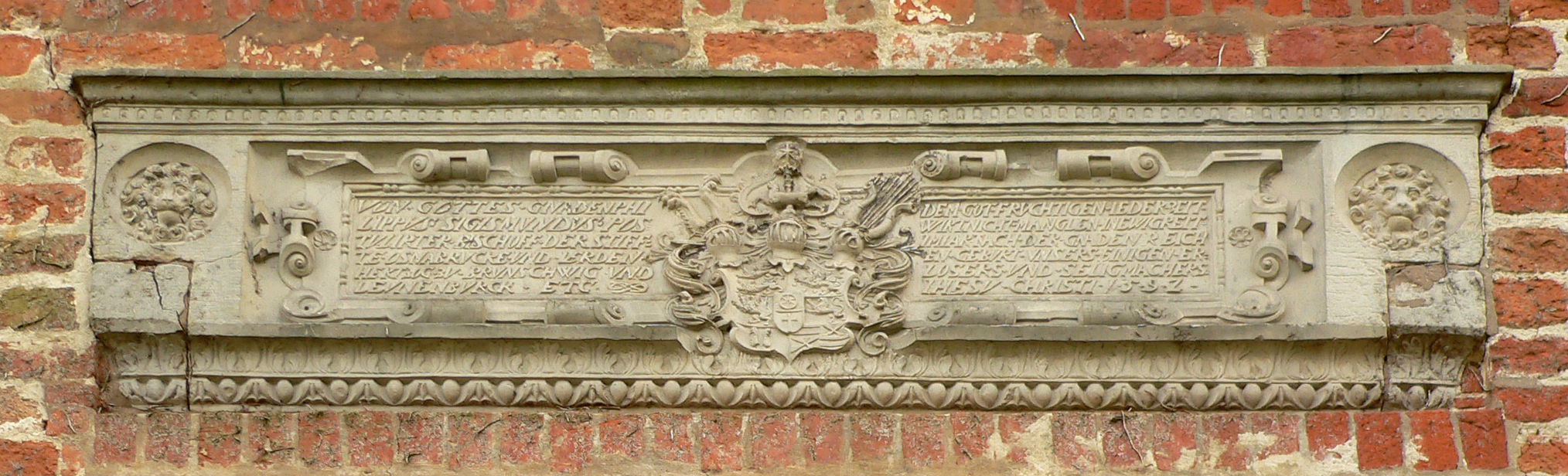
Inschrift am Kornzinshaus

Das heute eingeschossige Kornzinshaus mit dem markanten Dachhaus war die 1592 erbaute ursprünglich 33 Meter lange Zehntscheune der Burg Syke, die um 1270 innerhalb eines bestehenden Ringwalls errichtet wurde.
Eine Inschrift im Nordgiebel von 1592, die bis um 1850 einen Kamin zierte, und Inventar aus dem 17. Jahrhundert belegen, dass das Gebäude seine Entstehung dem protestantischen Fürstbischof des Hochstifts Osnabrück Philipp Sigismund von Braunschweig-Wolfenbüttel verdankt.
In dem multifunktionellen Vorratshaus wurde auf mehreren Kornböden Getreide gelagert, das die Bürger und Bauern als Zehnt gegenüber der Amtsverwaltung abzugeben hatten. Außerdem war das Gebäude Back- und Brauhaus und besaß einen Bier- sowie Weinkeller.
Nach 1850 wurde das Haus im Innenhof auf 24 Meter verkürzt und das in Fachwerk ausgeführte Obergeschoss entfernt, so dass heute nur noch ein Gebäudetorso vorhanden ist. Von 1882 bis 1885, während der Bauzeit der neuen Christuskirche, versammelten sich die Syker zum Gottesdienst im Kornzinshaus.
1969 wurde erwogen das Haus abzureißen, 1976 aber vom Land unter Denkmalschutz gestellt. Von 1980 bis 1982 wurde das Haus saniert und 1983 zog die Kraftfahrzeugzulassungsstelle des Landkreises Diepholz ein. Die Mobilbauten im Amtshof wurden nach und nach entfernt. Seit 2004 heißt das Dienstleistungszentrum nun BürgerService Syke.